# 水族造景

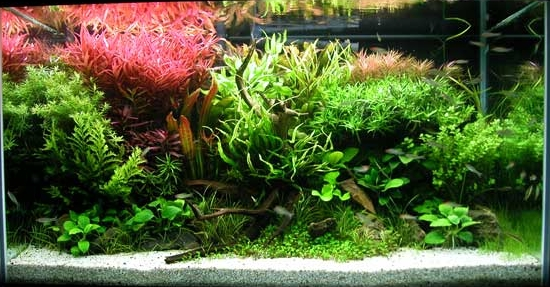
58加侖（220公升）淡水水族造景

水族造景是在水族箱內以美觀的方式安排水生生物及岩石或漂流木等硬景的工藝。水族造景設計包括許多獨特的風格，包括荷蘭風格、日本風格等。水族造景可能使用的素材包括觀賞魚、水草、以及岩石假山等硬景。
雖然水族造景的主要目的是創造一個巧妙的水下景觀，但也考慮到水箱維修的技術方面和水生生物的生活要求。
在水族箱的封閉系統中必須兼顧許多因素，以確保水景的成功。

## 設計

### 荷蘭風格

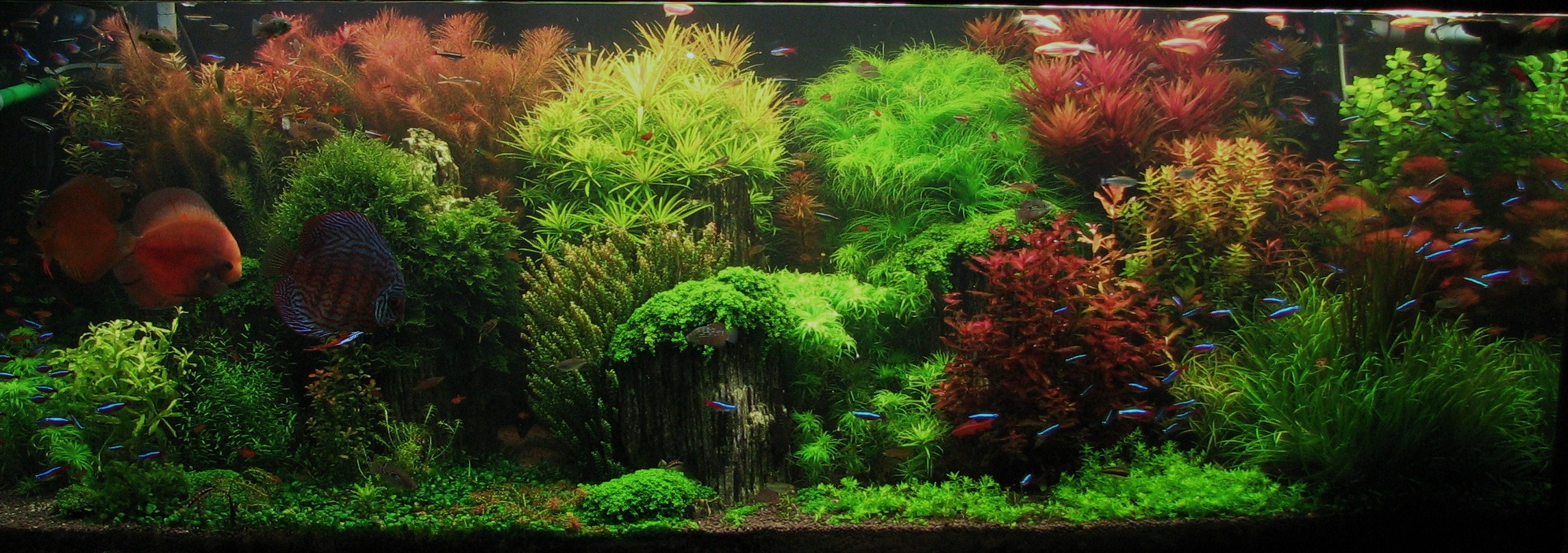
荷蘭式水景

荷蘭水族館採用了一個鬱鬱蔥蔥的安排，其中具有不同葉子顏色，大小和紋理的多種類植物顯示為花園中顯示的陸地植物。這種風格自20世紀30年代開始在荷蘭開發，因為淡水水族館設備已經上市。

### 日式風格

#### 自然風格

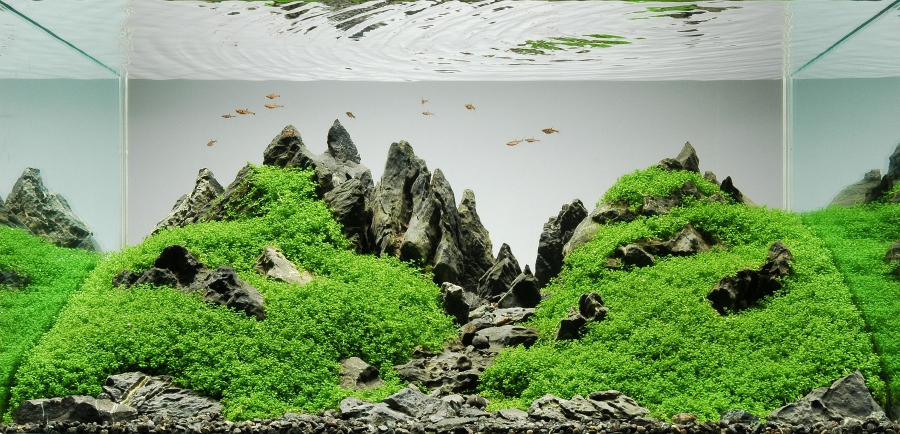
一種自然風格的水景，暗示山

與荷蘭風格對比的是自然水族館或日本風格，由天野尚在20世紀90年代引入。 天野尚“自然水族館世界”三系列引發了水族園藝的興趣，被認為是在水族館管理中樹立新標準。天野尚的作品採用日本園藝技術，試圖通過相對較少植物種群的不對稱佈置來模擬自然景觀，並設定了日本岩石花園規則|精心挑選的石頭或漂流木，通常採用單一的焦點。目的是為了喚起一個微型的陸地景觀，而不是一個五顏六色的花園。
這種風格特別吸引了日本的“侘寂”的審美觀念，其重點是稍縱即逝和極簡主義為美麗之源。顏色比荷蘭風格更為有限，而景觀並沒有被完全覆蓋。通常選擇魚類或淡水蝦如多齒米蝦和櫻桃蝦來補充植物和控制藻類，但由於極簡主義的原因，物種數量往往受到限制。

#### 岩手風格

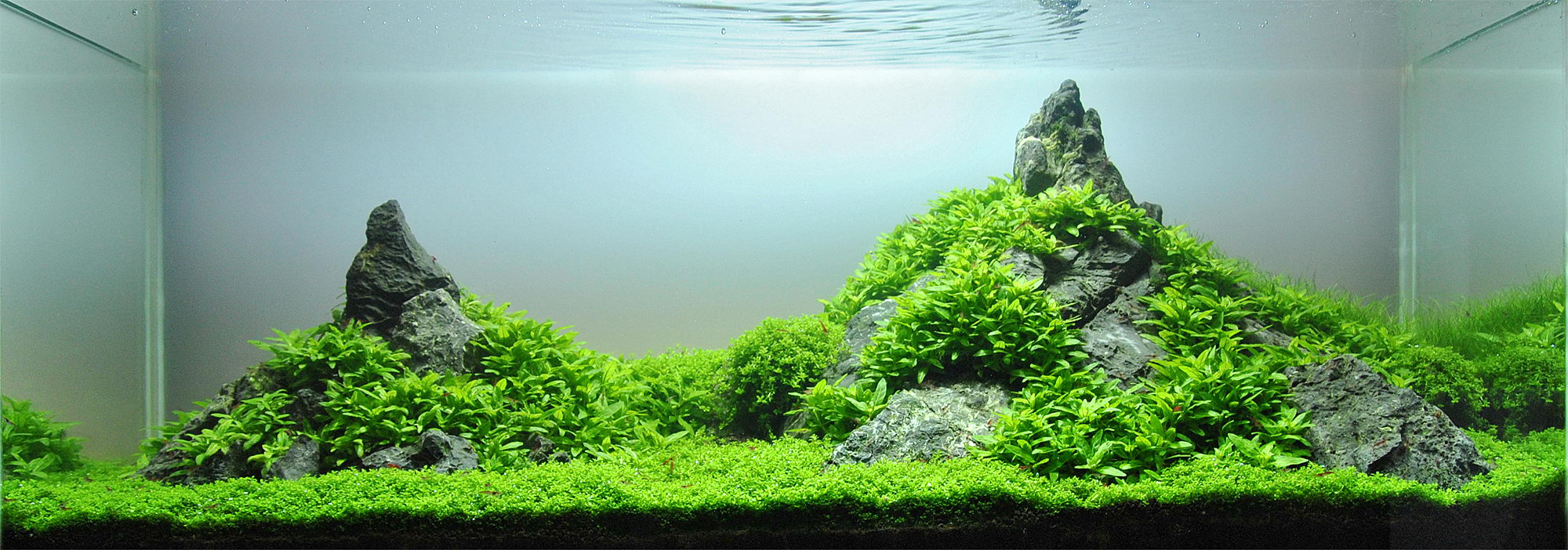
Iwagumi style aquascape, with the Oyaishi stone at the right

岩手風格是自然風格的具體亞型。 “岩組”的術語本身來自日本的岩層，是指石頭扮演主角的佈局。
在岩手風格中，每塊石頭都有一個名字和一個具體的作用。岩石提供水景的骨骼結構，典型的幾何體採用三個主要石頭的設計，一個較大的石頭和另外兩個較小的石頭，但也可以使用額外的岩石。
親石或主石被放置在水箱中略偏離中心，並將添石或伴隨的石塊分組在附近，而副石或二級石頭則排列在下屬位置。
水族箱的焦點的位置主要由“大石”的不對稱位置決定，被認為是重要的，並且遵循反映畢達哥拉斯調整的比率。

### 叢林風格

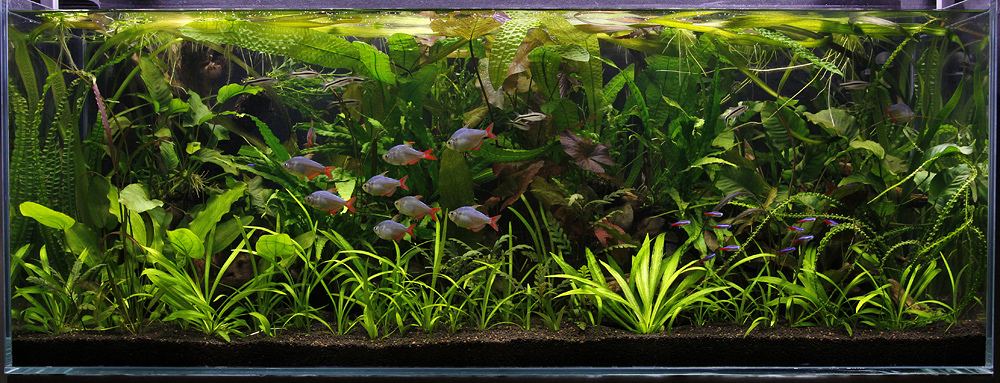
叢林式水景

一些興趣愛好者還指的是“叢林”（或“野生叢林”）風格，與荷蘭或自然風格分開，並融入了其中的一些特徵。植物被遺棄以自然，未修剪的外觀。
叢林風格的水景通常具有很少或沒有可見的硬景觀材料，以及有限的開放空間。較粗的葉子形狀，如棘鳥類動物，被用來提供野生，無名的外觀。不像自然界，叢林風格不遵循 乾淨的線條或採用精細的紋理。可以使用較暗的底物，長大到表面的高植物和阻擋光線的浮動植物，提供昏暗的照明效果的組合來獲得叢林冠層效應。

### 群落生境

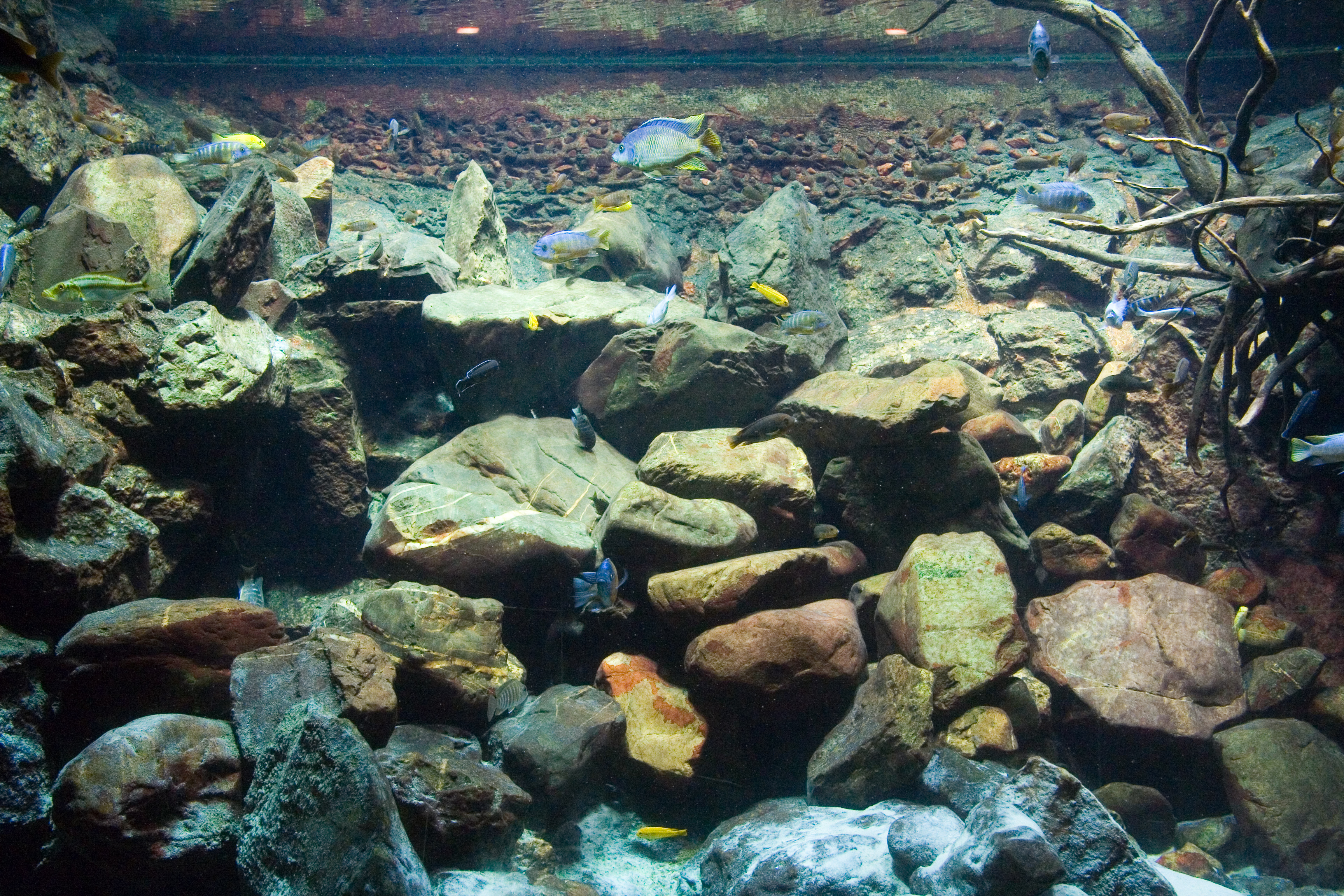
這個棲息地沒有綠色植物。

植物和魚類根本不需要存在，但如果它們是，它們必須匹配在所代表的棲息地中的自然界中會發現的，以及任何礫石和硬質地，甚至水的化學成分。

### Paludariums

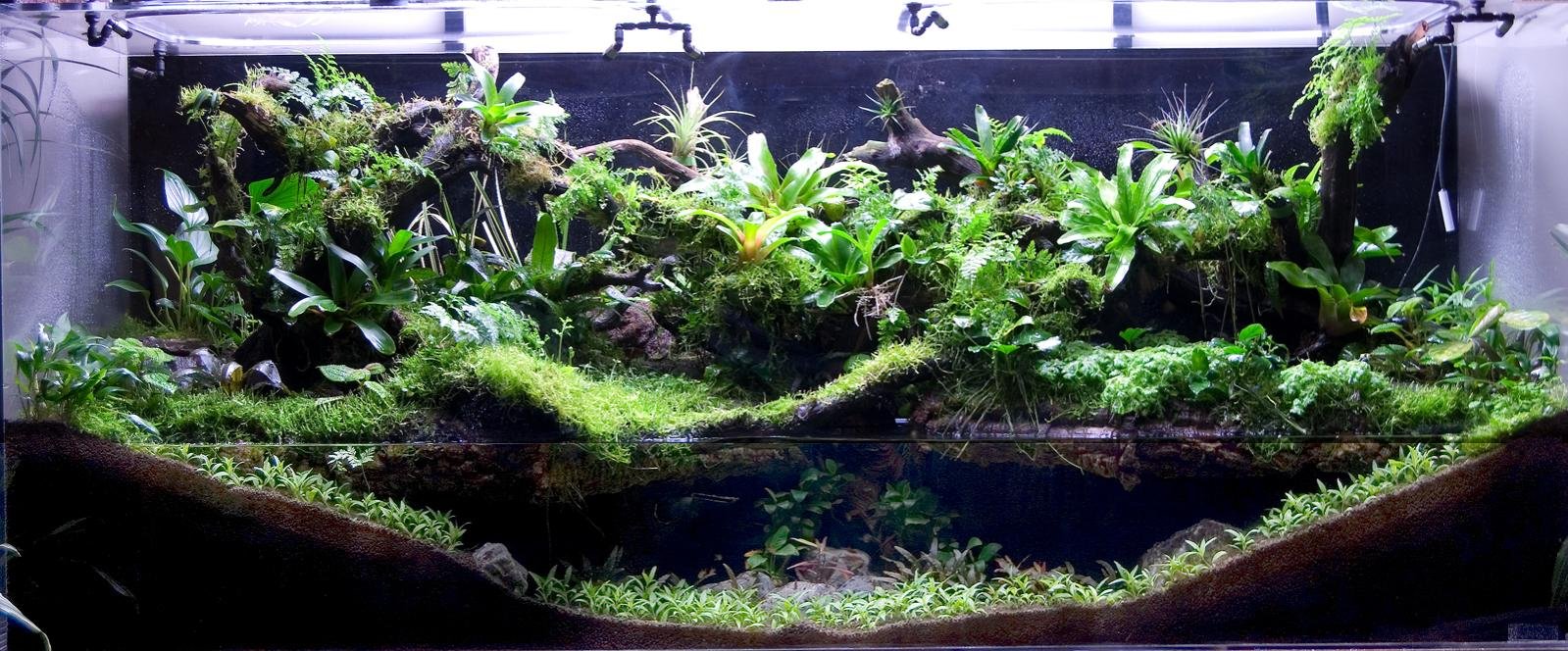
A paludarium

paludariums 是一個將水和土地結合在同一環境中的水族館。 這些設計可以代表棲息地，包括熱帶雨林，叢林，溪流，沼澤，甚至海灘。 

### 鹹水礁

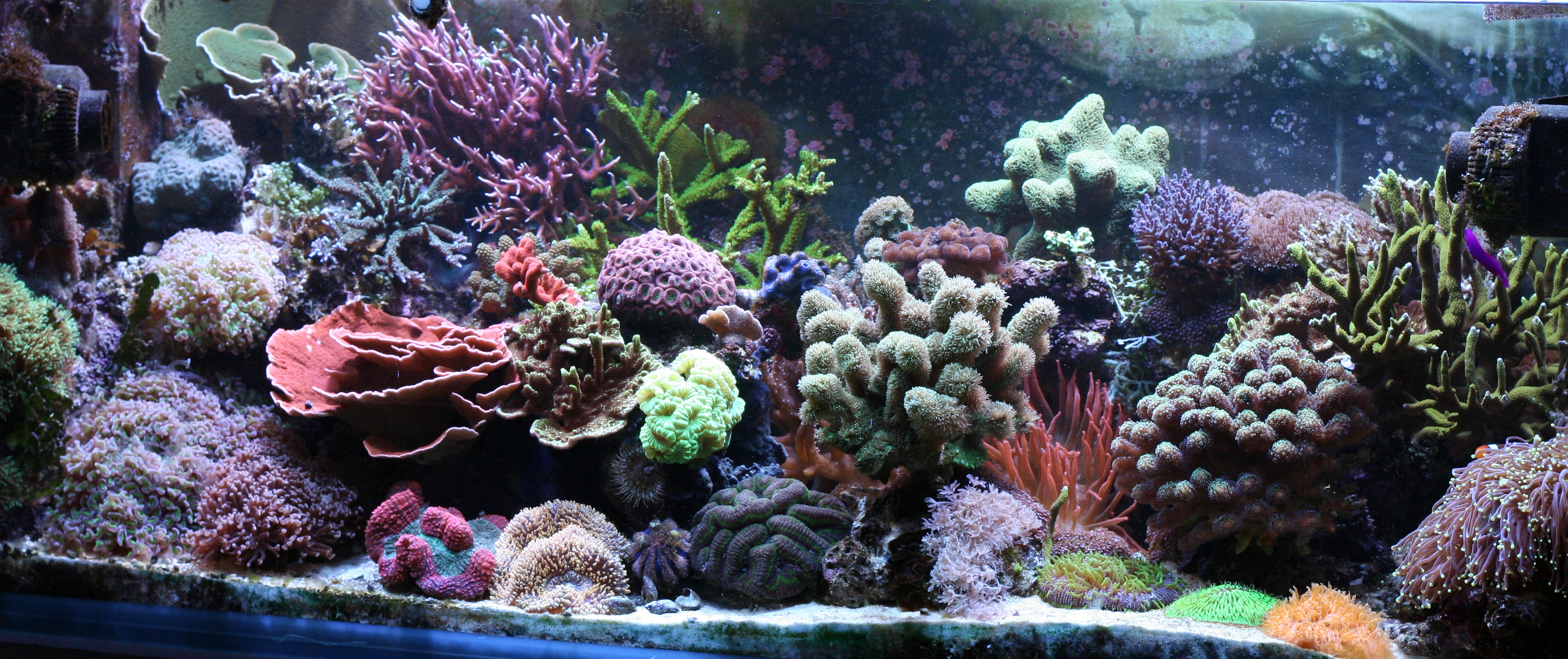
珊瑚礁水景

荷蘭和自然風格的水景傳統上是淡水系統。相比之下，鹹水系統中可以種植相對較少的觀賞植物。鹹水造景通常以模仿珊瑚礁為中心。活岩的安排形成了這個水景的主要結構，它由珊瑚和其他海洋無脊椎動物以及珊瑚藻組成。
照明在珊瑚礁水景中起著特別重要的作用。許多珊瑚含有共生熒光藻類的鞭毛藻，稱為蟲黃藻。通過提供補充有紫外線波長的強光照，珊瑚礁魚友不僅能夠支持這些無脊椎動物的健康，而且還引起熒光微生物發出的特別鮮豔的色彩。

## 技術

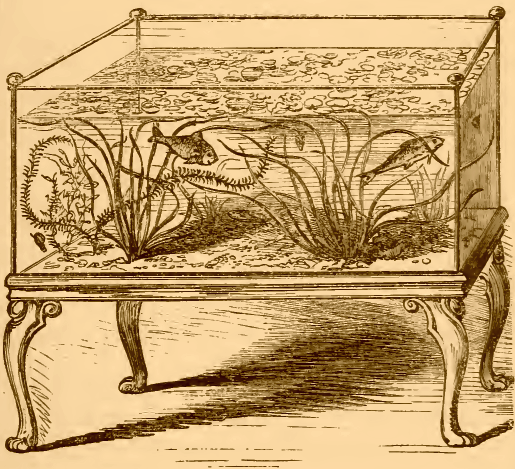
從維多利亞時代開始，魚友們就開始種植了水草，就像這個1856年的苦草樣本所示。

除了設計之外，淡水水族造景還需要具體的方法來保持水下的健康植物。植物經常被修剪以獲得期望的形狀，並且它們可以通過將它們綁在與絲線不明顯的位置來定位。 最重要的水族箱使用水族箱安全的肥料，通常是液體或片劑形式，以幫助植物更快地填充。 一些含紅土的水族底土也提供營養。
還需要通過提供光和二氧化碳來支持光合作用。可以使用各種照明系統來產生完全可見的光譜。燈通常由定時器控制，允許植物適應一定的周期。 根據植物和魚類的數量，水景也可能需要補充二氧化碳。這可以通過簡單的自製系統完成，使用裝有酵母、溫水和糖的蘇打水瓶，並連接到水族箱中的空氣調節器，或者與加壓的CO2罐注入將二氧化碳量放入水族箱水中。

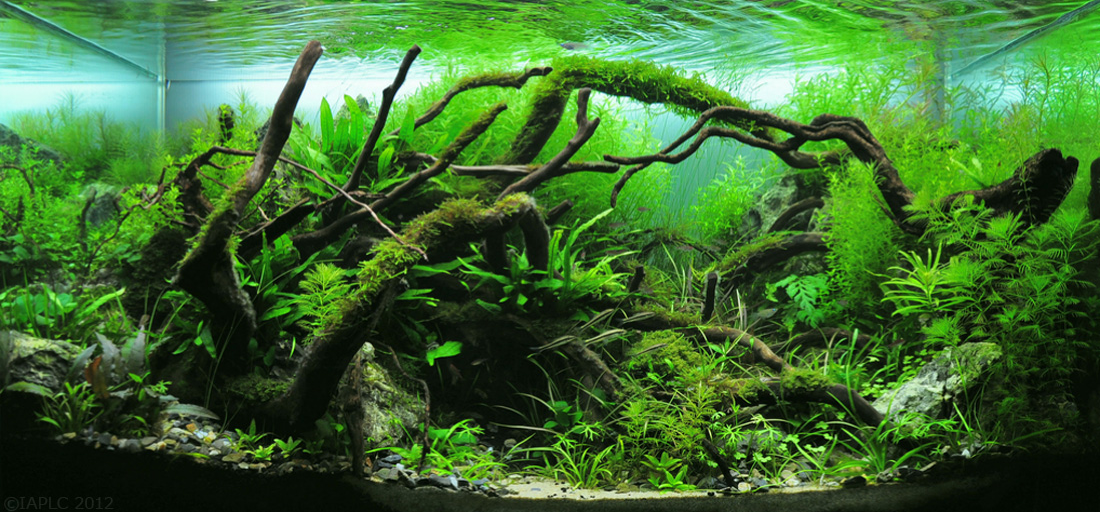
一個洞穴和腐爛的樹木水景

藻類（包括藍細菌以及真正的藻類）通常不受青睞，認為是破壞景觀，因此透過多種方式限制其生長，包括讓蝦或蝸牛等動物來吃掉藻類、控制光照、或以大量植物吸收水中的養份，使藻類缺乏養份。
雖然專業的水族箱常使用大量的設備來提供照明、過濾和補充二氧化碳，但一些業餘愛好者則選擇使用最少的技術來維持植物生長。

## 公共水族館
大型公共水族館有時候將水景作為展示的一部分。早在二十世紀二十年代，紐約水族館則包括一個海鰻鰻魚陳列櫃，裝飾有石灰石頭岩石，安排類似珊瑚礁，並支持一些石珊瑚和海扇。 

## 進一步閱讀
- Amano, Takashi (1992), Nature Aquarium World, Neptune City, N.J.: T.F.H. Publications, English translation by Christopher Perrius (in one volume), ISBN 0-7938-0089-7.
- Artists Create Mesmerizing Miniature Worlds, All Within The Confines Of A Fish Tank （页面存档备份，存于）, at the Huffington Post, February 4, 2014 (accessed February 17, 2014). Includes noteworthy photographs of aquascapes.

## 外部連結
The following sites offer tutorials, images, and in-depth discussions on aquascaping styles and techniques:
- Aquatic Gardeners Association （页面存档备份，存于）
- UK Aquatic Plant Society （页面存档备份，存于）
- Great Aquascapes Group at Flickr （页面存档备份，存于）
- Aquatic Eden Website （页面存档备份，存于）
- Advanced Aquascaping Guide （页面存档备份，存于）
- Rotala Butterfly – Calculator tools for planted tanks （页面存档备份，存于）

These sites provide extensive non-commercial descriptions of aquatic plant species and their use in aquascaping:
- Aquatic Plant Finder （页面存档备份，存于）
- Flowgrow Aquatic Plant Database （页面存档备份，存于）